# Caso dos meninos emasculados em Altamira
O caso dos meninos emasculados em Altamira refere-se a uma série de crimes ocorridos no município de Altamira, no interior do Pará, que teve como vítimas meninos com idades entre 8 e 14 anos. Estes meninos foram sequestrados, mutilados e mortos entre os anos de 1989 e 1993. De acordo com a justiça do Pará, os crimes foram cometidos durante rituais de "satanismo e magia negra" promovidos pela seita Lineamento Universal Superior, uma organização mística que entre outras coisas contestava a ideia ocidental da divindade. No entanto, após o encerramento do caso, a polícia do Maranhão prendeu Francisco das Chagas Rodrigues de Brito, assassino em série que assumiu a autoria de 42 homicídios contra crianças, entre eles 12 em Altamira, o que trouxe incertezas sobre o resultado judicial. Os réus, que sempre alegaram não ter envolvimento com os crimes, buscam na justiça a reabertura do processo. Devido a seu nível de violência, o caso rapidamente gerou comoção popular e repercussão internacional.

## Vítimas
As vítimas eram meninos pobres, com idade entre 8 e 14 anos, que habitavam o município de Altamira. Eles foram encontrados despidos, castrados e com sinal de violência sexual. Alguns apresentavam queimaduras e tiveram os olhos arrancados.

### Mortos
- Ailton Fonseca, 10 anos; No dia 5 de maio de 1991 foi registrado boletim de ocorrência relatando seu desaparecimento. Restos mortais foram encontrados 46 dias após este registro. Este material foi encaminhado ao IML de Belém, porém sumiu antes que fosse analisado.
- Jurdiley da Cunha, 13 anos;  Em 1 de janeiro de 1992 o menino participava de uma confraternização de fim ano em um sítio e em seguida desapareceu. Seu corpo foi encontrado dias depois despido, castrado, com sinais de violência sexual, perfurações e queimaduras.
- Ednaldo de Souza Teixeira, 12 anos;  Assassinado em 11 de abril de 1992. Seu corpo foi encontrado dentro de um poço artesiano, martirizado e com sinais de espancamento.
- Jaenes da SIlva Pessoa, 13 anos;  Assassinado em 1 de outubro de 1992 quando cuidava do gado da família. Seu corpo foi encontrado dias depois, castrado, com sinais de violência sexual e tortura. Teve também os olhos arrancados e os punhos dilacerados.
- Klebson Ferreira Caldas, 13 anos; Encontrado morto em 17 de novembro de 1992. Estava despido e castrado. Também apresentava sinais de tortura.
- Flávio Lopes da Silva, 10 anos; Desaparecido em 27 de março de 1993. Seu corpo foi encontrado dias depois com sinais de tortura e ferimentos nos órgãos genitais. Apresentava marcas de mordidas humanas, teve a glande decepada e a bolsa escrotal arrancada.[12][13]

### Feridos
- José, 8 anos; Vitimado em 2 de agosto de 1989, após sair de sua residência e ser aliciado por um homem. O menino foi encontrado horas depois, com ferimentos e sinais de violência sexual.[14][15]
- Otoniel, 10 anos; No dia 16 de novembro de 1989, o menino foi abordado por um homem que o convidou para comer mangas. Depois de andar bastante, o criminoso colocou sobre seu rosto um pano com cheiro forte o fazendo desmaiar. Quando despertou, percebeu que sangrava por entre as pernas. Atualmente Otoniel mora em Altamira com a mãe e faz tratamento psicológico. Passou por dezenas de cirurgias para implante e reconstrução genital.
- Waldicley, 9 anos; Em 23 de julho de 1990, um desconhecido o convidou para tirar uma pipa do alto de uma árvore. Na mata, o homem pôs um pano em seu rosto e o fez desmaiar. O menino foi castrado e abusado sexualmente. Quando acordou caminhou até encontrar socorro. Assim como Otoniel, Waldicley precisou ser submetido a diversas cirurgias reparadoras e tratamento psicológico.[16][17]

### Desaparecidos
- Tito Mendes, 13 anos; Em 20 de janeiro de 1991 o menino saiu para nadar no igarapé Três Pontes. Mais tarde foi comprar mangas. Antes de desaparecer, foi visto por uma testemunha em companhia de um homem desconhecido.
- J.C.B., 8 anos; Desaparecido em 21 de agosto de 1991. O caso a época foi arquivado por falta de pistas.
- Maurício Farias de Souza, 12 anos; Em 27 de dezembro de 1992 o menino saiu para pegar um pagamento com a mulher com quem trabalhava. Foi visto pela última vez em companhia de um homem em uma bicicleta vermelha.
- Renan Santos de Souza, 9 anos; No dia 24 de janeiro de 1993 o menino saiu para brincar as margens do rio Xingu. Foi visto pela última vez na companhia de dois homens.
- R.F.S, 11 anos; No dia 9 de julho de 1993 o menino, que era engraxate, deixou seus instrumentos de trabalho em um supermercado, como tinha o costume de fazer. Desde então, não foi mais visto. Meses antes, o irmão do menino havia escapado de uma tentativa de rapto.[18][19]

## Investigação
Devido ao elevado nível de violência, os crimes alcançaram grande repercussão. A investigação ficou a cargo do delegado da polícia civil Éder Mauro. Inicialmente, os investigadores não haviam associado as ocorrências entre si, o que levou muitos processos ao arquivamento por falta de provas.

### A prisão de um morador de rua
Em 1990, após concluídas as primeiras investigações, a polícia do Pará prendeu Rotílio de Souza, um andarilho que circulava pelas ruas da cidade. Os investigadores acreditavam ter detido o responsável pelos crimes. Rotílio de Souza morreu meses depois na prisão em condições suspeitas. Porém, a ocorrência de novas mortes com as mesmas características das anteriores mostrava que o assassino não era ele. A investigação recomeçou.

### Suposta quadrilha de tráfico de órgãos
O trabalho recomeçou e outras linhas de investigação foram consideradas. Uma delas sustentava a existência de uma suposta quadrilha de traficantes que estaria na cidade raptando crianças para extrair seus órgãos. Para a polícia, a maneira que os cortes eram realizados apontava motivação clínica para as ocorrências, além de indicar a possível participação de médicos.  A mudança recente de dois médicos para cidade chamou a atenção dos investigadores. Tratava-se de Anísio Ferreira de Sousa e Césio Brandão que havia mudado para Altamira em 1990 após passar em um concurso público. Ambos foram detidos para dar esclarecimentos. Porém, laudos periciais comprovaram que do modo que foram extraídos, os órgãos eram inutilizáveis para fins de transplante. Sem provas suficientes, os médicos foram liberados e o processo foi arquivado.

### A seita Lineamento Universal Superior
Em 1993, os investigadores reabriram o caso e tornaram a prender Anísio Ferreira de Sousa e Césio Brandão. De acordo com testemunhas, estes homens participavam da seita Lineamento Universal Superior, uma organização mística que entre outras coisas contestava a ideia ocidental da divindade e pregava cautela na convivência com crianças. Em um livro denominado "Deus, a grande farsa", a fundadora da seita, Valentina de Andrade, afirmava: "...Acautelem-se com as crianças, elas são instrumentos inconscientes da grande farsa chamada Deus e seus nefastos colaboradores..." O texto ainda chamava crianças de "violentas", além de recomendar especial atenção aos nascidos após 1981.
Devido a sua filosofia religiosa excêntrica, a organização havia sido investigada no Paraná por um suposto envolvimento no Caso Evandro. Naquela ocasião, buscas foram realizadas em imóveis de Valentina, onde foram encontrados capuzes e vídeos em que, de acordo com a polícia, ela em transe dizia: "matem criancinhas...". No entanto, peritos constataram que a expressão utilizada era "...é...mas tem criancinhas que são mais experientes..." Diante disto, o material foi desconsiderado e o nome de Valentina foi retirado do inquérito. A religiosa, que afirmava não atuar com a organização no Brasil, já havia visitado Altamira algumas vezes. A última vez, em 1987.

#### Indiciamento

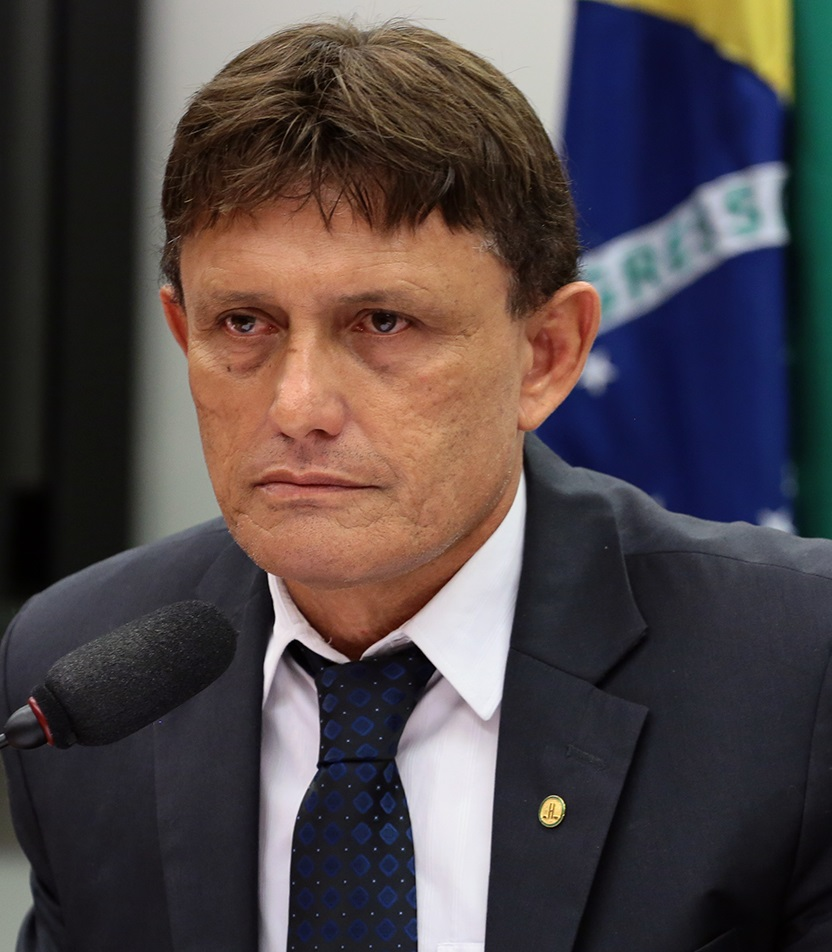
Éder Mauro foi o responsável pelas investigações.

Baseado nestes indícios e sem possuir outras linhas de investigação, o delegado Éder Mauro encerrou o caso e concluiu que os assassinatos teriam sido cometidos por participantes da seita, durante rituais de satanismo e magia negra. O indiciamento encaminhado ao Ministério Público baseou-se apenas em dados colhidos em inquéritos anteriores e no depoimento de testemunhas. De acordo com os investigadores, Agostinho José da Costa, de 74 anos, teria visto o médico Césio Brandão na rodovia Transamazônica portando uma caixa de isopor e um facão sujo de sangue. Ainda segundo a investigação, outra testemunha, de nome Edmilson da Silva Frazão, teria assistido um culto satânico na casa de Anísio Ferreira de Souza em 1991, onde também teria visto Valentina de Andrade. Ao todo, a investigação indiciou 7 pessoas por ter, supostamente, participação nos crimes.
- Anísio Ferreira de Sousa; Médico. Auto-declarado "seguidor do Espiritismo".[38] Acusado de realizar as castrações. Testemunhas o teriam visto realizando orações ao "deus das trevas". De acordo com a polícia, para não levantar suspeitas, o médico atendia moradores da região a preços populares. Também atendia gratuitamente albergados e presidiários, além de fazer campanhas para arrecadação de donativos para ajudar famílias carentes.[39][40][41]
- Césio Brandão; Médico. Indiciado com base no depoimento de testemunhas. Também seria quem realizava as castrações. Teve prisão temporária decretada em 9 de julho de 1993, convertida posteriormente em preventiva. Permaneceu dois anos preso em Belém até conseguir um habeas corpus para aguardar o julgamento em liberdade.
- Amaílton Madeira Gomes; Herdeiro de fazendas e postos de combustível. Homossexual. De acordo com as investigações, era quem atraía e  violentava os meninos. Testemunhas o teriam visto com a camisa suja de sangue após o desaparecimento de uma das vítimas.[42]
- Carlos Alberto Santos Lima; Policial militar. Trabalhava como vigilante em um posto de combustíveis pertencente a Amaílton Madeira Gomes. De acordo com os investigadores, teria confessado fazer parte do suposto grupo criminoso.
- Aldenor Ferreira Cardoso; Policial militar. Acusado de fazer a segurança do grupo criminoso.
- José Amadeus Gomes; Pai de Amaílton Madeira Gomes. Acusado de ser o mandante dos assassinatos supostamente praticados pelos médicos. De acordo com a polícia, praticava os rituais para obter ganhos financeiros.[43]
- Valentina de Andrade; Indiciada como líder da seita e mentora intelectual dos homicídios.

Entre os indiciados, apenas José Amadeus Gomes e Valentina de Andrade não tiveram prisão preventiva decretada e puderam aguardar o julgamento em liberdade. A investigação policial apresentou diversas falhas. Não foram feitas autópsias nos cadáveres ou perícias nos locais onde as vítimas eram encontradas. Além disto, não foram apresentadas provas contra os indiciados. No entanto, em 6 de setembro de 1993 o indiciamento foi aceito pelo Ministério Público. A denúncia foi encaminhada ao judiciário onde foi aceita pelo juiz Orlando Arrifano. A partir de então, iniciou-se o processo judicial contra os acusados.

## O processo judicial
Devido a natureza da denúncia, o processo judicial contra os sete réus foi encaminhado ao Tribunal do júri. A constituição brasileira estabelece que compete a este tribunal o julgamento de processos que envolvam crimes dolosos contra vida. Porém, para alcançar a fase de julgamento, a legislação define que a denúncia precisa ser aprovada na chamada fase de instrução, onde o alvo de julgamento não é a parte acusada e sim a estrutura probatória da acusação.

### Fase de instrução
A fase de instrução do processo foi longa e controversa. Por várias vezes, decisões tomadas na comarca de Altamira foram revogadas em instâncias superiores, levando ao reinício do processo.  Esta fase foi conduzida por três magistrados diferentes: Orlando Arrifano, Roberto Vieira e Ernane Ferreira Malato.

#### A instrução conduzida pelo juiz Orlando Arrifano
Em 10 de setembro de 1993, a denúncia contra os sete acusados foi oferecida ao judiciário. O então responsável pela terceira vara criminal da comarca de Altamira, Orlando Arrifano, aceitou a denúncia e iniciou a fase de instrução convocando o depoimento de testemunhas e informantes.

##### Audiências de instrução
Entre as testemunhas convocadas estava Duilio Nolasco Pereira, ex-marido de Valentina de Andrade e proprietário de um hotel em Altamira. Em 30 de novembro de 1993, Duilio declarou em depoimento ter visto Valentina na cidade uma única vez, a passeio com um grupo de amigos em 1986. Ainda de acordo com Duilio, chamou sua atenção a forma como estes amigos a reverenciavam quando sentava-se ou levantava-se.   
No início de 1994, ao tomar conhecimento dos autos, o então promotor do caso Roberto Pinho impronunciou os réus por falta de provas.  O assistente da acusação Antônio Cesar Brito Ferreira rebateu os argumentos do promotor e convocou o depoimento de Edmilson da Silva Frazão, testemunha-chave no inquérito. Então, em 17 de maio de 1994, Edimilson, em depoimento, reiterou as afirmações prestadas anteriormente no inquérito policial. Porém, entrou em contradição quando não soube dizer quando os supostos fatos ocorreram. Quando questionado, citava os anos de 1989 e 1990. Em seu primeiro depoimento, afirmou que os fatos teriam ocorrido em 1991. Ainda assim, o juiz Orlando Arrifano considerou o depoimento satisfatório e em 20 de junho, contrariando o promotor, pronunciou os réus.
A decisão do juiz foi contestada pela defesa que entrou com um recurso no tribunal de justiça estadual. Em 21 de novembro de 1994, um procurador chamado Castelo Branco acolheu o recurso da defesa pela falta de provas detectada pelo promotor. Quando a decisão foi publicada, diversos grupos sociais seguiram a Belém e promoveram grandes mobilizações. Houve também o enterro simbólico do promotor de Altamira que, temendo por sua segurança, teve que deixar a cidade. Pressionados, em 22 de dezembro daquele ano, os três desembargadores votaram pela manutenção da prisão
dos suspeitos e continuidade do processo. O trâmite judicial estava em fase avançada, aguardando apenas uma data para o julgamento dos réus em júri popular.

##### Supremo Tribunal Federal anula partes do processo
Porém, em 24 de março de 1995, a testemunha Edmilson da Silva Frazão surpreendeu o judiciário ao solicitar uma nova audiência. Em depoimento, Edmilson negou tudo o que havia declarado anteriormente, dizendo ter sofrido pressão da Polícia Federal. Três dias depois, Edmilson voltou ao tribunal reafirmando as primeiras declarações, alegando ter sido incitado e coagido a prestar o novo depoimento por três homens, de nomes Hercílio, Arnaldo e Amadeu, que lhe ofereceram dinheiro e não teve como recusar. Mediante isto, os advogados de defesa encaminharam pedidos de habeas corpus ao Supremo Tribunal Federal alegando que o juiz Orlando Arrifano conduzia o processo de forma parcial, o que impossibilitava o direito de defesa. A Segunda Turma reconheceu irregularidades no processo e emitiu um parecer ao tribunal estadual determinando a oitiva de novos depoimentos de defesa, o que reabriu a fase de instrução e anulou a pronúncia dos réus. Contudo, na oportunidade, o habeas corpus não foi concedido. Já em 22 de agosto de 1995, a Primeira Câmara do tribunal de justiça estadual decidiu revogar a prisão preventiva do médico Césio Brandão que estava há mais de dois anos detido em Belém. Após a decisão, Césio Brandão declarou sua intenção de processar o Estado alegando ter sido usado como "bode expiatório" por autoridades para esconder diversas falhas no processo de investigação. Em 12 de setembro do mesmo ano, os demais acusados também conseguiram a liberdade, seguindo a mesma linha dos advogados de Césio.